# John Phillips (polityk)
John Phillips (ur. 11 września 1887 w Wilkes-Barre, zm. 18 grudnia 1983 w Palm Springs) – amerykański polityk, członek Partii Republikańskiej.

## Działalność polityczna
Od 1932 do 1936 zasiadał w Zgromadzeniu Stanowym Kalifornii. Od 1936 zasiadał w Senacie stanu Kalifornia. Następnie od 3 stycznia 1943 do 3 stycznia 1953 pięć kadencji był przedstawicielem nowo utworzonego 22. okręgu, a następnie przez dwie kadencje do 3 stycznia 1957 był przedstawicielem nowo utworzonego 29. okręgu wyborczego w stanie Kalifornia w Izbie Reprezentantów Stanów Zjednoczonych.